# Афанасьева, Элеонора Олеговна
Элеоно́ра Оле́говна Афана́сьева (род. 4 сентября 1996) — российская гимнастка. Мастер спорта России по спортивной гимнастике. По состоянию на 2018 год включена в основной состав сборной команды России по этому виду спорта.

## Биография

### 2017
На чемпионате России по спортивной гимнастике 2017 года была 6-й в командном многоборье, 18-й в личном многоборье и 6-й в опорном прыжке.

### 2018
На проходившем в апреле в Казани чемпионате России 2018 года была 8-й в командном многоборье и 4-й в опорном прыжке.